# Man nennt mich Hondo
Man nennt mich Hondo (engl. ursprünglich: Hondo, später auch: They Called Him Hondo) ist ein Western des Regisseurs John Farrow aus dem Jahr 1953 nach der Erzählung The Gift of Cochise von Louis L’Amour. Es ist der einzige 3D-Film des Hauptdarstellers John Wayne.

## Handlung
Das Grenzgebiet zwischen Texas und New Mexico, im Jahr 1870: Das Land befindet sich am Vorabend eines neuen Indianerkrieges. Hondo Lane ist Armee-Kundschafter im Dienste des 8. Kavallerie-Regiments und General Crooks. Auf der Flucht vor den Apachen hat der erfahrene Scout sein Pferd eingebüßt. Nun rettet er sich zu Fuß auf die einsame Ranch von Angie Lowe und deren sechs Jahre alten Sohn Johnny. Angies herzloser Mann hat beide schon vor zwei Monaten im Stich gelassen. Mrs. Lowe leugnet diese Tatsache jedoch und behauptet, ihr Gatte sei in den nahe gelegenen Bergen, um entlaufene Rinder zu suchen. Der raubeinige Hondo kümmert sich anfänglich um Hof und Pferde, zieht aber, nachdem er eines der Pferde für sich zugeritten hat, weiter. Zuvor warnt er sein Gastgeberin vor der drohenden Gefahr durch die Indianer. Hondo hat selbst einen Anteil „indianisches Blut“ in sich, lebte fünf Jahre mit einer Squaw unter den Mescaleros und kennt darum die Psyche der Apachen wie kaum ein anderer. Angie dagegen glaubt, dass ihr bislang gutes Verhältnis zu den Apachen auch in Zukunft Bestand haben wird.
Ein kurz nach Hondos Abreise erfolgender „Besuch“ der Apachen nimmt jedoch bedrohliche Züge an. Als aber der kleine Johnny dem besonders feindseligen Unterhäuptling Silva mutig entgegentritt, macht der davon beeindruckte Oberhäuptling Vittorio das Kind zu seinem Blutsbruder. Unterdessen trifft Hondo in Fort Selden, einem Feldlager der Kavallerie, auf Angies aufbrausenden Ehemann Ed Lowe. Beide geraten mehrfach aneinander, so dass Hondo seinen Gegner schließlich verprügelt, um sich Respekt zu verschaffen. Nun möchte Hondo zu Angie zurückkehren, um das Pferd, das er zugeritten hat, zurückzubringen und nach dem Rechten zu sehen. Derweil kehrt Häuptling Vittorio auf die Farm zurück und teilt Angie mit, dass sie, sobald der große Sommerregen vorbei ist, mit einem Apachen verheiratet wird. Das auch zwangsweise, denn Johnny brauche aus Vittorios Sicht einen Vater.
Auf dem Weg zu Angies Farm wird Hondo von Ed Lowe überfallen und muss ihn in Notwehr töten. In der Jackentasche es Toten findet er ein Foto von Johnny und nimmt es an sich. Weiterhin unterwegs zu Angis Ranch, gerät Hondo in eine Falle der Indianer. Sie möchten von ihm Einzelheiten über die Truppenbewegungen der Kavallerie erfahren. Als Hondo sich weigert, beginnen sie ihn zu martern. Dabei entdeckt Vittorio bei Hondo Johnnys Foto. Der Häuptling glaubt daraufhin, dass sein Gefangener der Ehemann von Angie Lowe ist, und will ihn freilassen. Doch sein Unterhäuptling Silva ist dagegen. Jetzt muss Hondo zu einem Messerduell mit Silva antreten. Hondo wird schwer verletzt, gewinnt jedoch. Obwohl es um Leben oder Tod ging, verschont er Silvas Leben. Der verletzte Hondo wird sodann von den Indianern zu Angies Farm gebracht.
Vittorio betrachtet Hondo nunmehr nicht mehr als Feind. Das zeigt auch ein nächtliches Treffen am Fluss in der Nähe der Farm von Angie. Dort trennen sich die beiden Männer voller Respekt voneinander. Bei diesem Treffen ist auch Angie anwesend, die anschließend Hondo ihre Liebe gesteht. Am nächsten Tag erscheint eine Abteilung der Kavallerie auf der Ranch, um die Familie vor den drohenden Angriffen der Indianer in Sicherheit zu bringen. Einer der zivilen Begleiter der Armee war mit Ed Lowe befreundet und weiß, dass Hondo Angies Ehemann getötet hat. Er versucht, Hondo mit diesem Wissen zu erpressen. Angie wird Zeugin dieses Erpressungsversuchs und erfährt dabei die ganze Wahrheit über den Verbleib und den Tod ihres Mannes. Gleichwohl hat sie sich für Hondo entschieden, der mittlerweile nicht nur Angie von ganzem Herzen liebt, sondern auch Johnny als seinen Sohn ansieht. Die Soldaten verlassen die Farm, weil sie Befehl haben, weitere in dem Gebiet lebende Siedlerfamilien zu retten.
Doch bereits kurze Zeit später kehren sie zurück. Sie wurden in einen Kampf mit den Apachen verwickelt und Hondo erfährt, dass Häuptling Vittorio getötet wurde. Nunmehr ist der kriegerische Silva Häuptling seines Stamms. Silva führt mit seinen Kriegern einen weiteren Angriff auf die Kavallerie aus, in den auch Hondo mit hineingezogen wird. Nachdem Hondo in diesem Kampf Silva getötet hat, geben die Apachen die Verfolgung der Soldaten auf.
Hondo kann endlich mit Angie und Johnny zu seiner Farm in Kalifornien aufbrechen.

## Synchronisation
Die deutsche Fassung stammt aus dem Jahr 1953.
| Darsteller     | Rolle                      | Synchronsprecher |
| -------------- | -------------------------- | ---------------- |
| John Wayne     | Hondo Lane                 | Curt Ackermann   |
| Geraldine Page | Angie Lowe                 | Tilly Lauenstein |
| Ward Bond      | Buffalo Baker, Armee-Scout | Wolf Martini     |
| James Arness   | Lennie, Armee-Scout        | Hans Emons       |
| Paul Fix       | Major Sherry               | Hans Hessling    |
| Michael Pate   | Vittorio                   | Friedrich Joloff |
| Rodolfo Acosta | Silva                      | Eduard Wandrey   |
| Lee Aaker      | Johnny Lowe                | n.n.             |
| Leo Gordon     | Ed Lowe                    | Fritz Tillmann   |

## Sonstiges
Obwohl der Western im Jahr 1870 handelt, sind Hondo, Ed Lowe und diverse andere Akteure anachronistischerweise mit dem Colt „Peacemaker“ bewaffnet (oder mit dessen Abarten, wie dem langläufigen Cavalry Model). Diese Revolver gelangten aber erst 1873 auf den Markt.
Aus Freundschaft zu John Wayne übernahm Hollywoodregisseur John Ford einige Dreharbeiten im zweiten Filmstab.
1991 wurde der Streifen, nach einer Konvertierung in das anaglyphe Rot-Grün-Verfahren durch Daniel Symmes, auch in 3D, im so genannten Natural-Vision-Prozess, von 151 US-amerikanischen Fernsehstationen ausgestrahlt.
Der Film wurde von John Waynes und Robert Fellows Firma „Wayne-Fellows“ produziert. Nachdem er sich von Fellows getrennt hatte, gründete Wayne die Produktionsfirma „Batjac“, die 1966 eine Neuverfilmung des Filmes unter dem Titel Hondo und die Apachen (Hondo and the Apaches) mit Ralph Taeger in der Titelrolle drehte. Dieser Film diente dann der Fernsehserie Hondo, mit Taeger in der Hauptrolle, als Vorlage und war zugleich der Pilotfilm. Der Anführer der Apachen, in der ersten Verfilmung „Vittorio“ und im Remake „Vittoro“ genannt, wurde in beiden Produktionen vom australischen Schauspieler Michael Pate dargestellt.
Der 1970 von Howard Hawks gedrehte Spätwestern Rio Lobo, mit John Wayne in der Hauptrolle, wartet mit einer versteckten Hommage auf: Während eines Gesprächs mit dem Sheriff (Filmminute 38) in dessen Büro steht John Wayne vor einem Anschlag mit drei Steckbriefen. Der Steckbrief oben links zeigt Waynes Konterfei und bietet $1000 Belohnung für Hondo Lane – tot oder lebendig.
In der Serie Eine schrecklich nette Familie versucht Al Bundy mehrfach, Hondo im Fernsehen zu schauen, einen seiner Lieblingsfilme. Es misslingt ihm immer, wobei meistens erwähnt wird, dass Hondo nur „alle 17 Jahre“ gesendet werde. Sehenswert auch die Szene in einer Rückblende der Folge Der Supermarkt, als Al Bundy als Cowboy John Waynes berühmten Gang nachmacht.

## Auszeichnungen
Der Film wurde 1954 in der Kategorie Best Actress in a Supporting Role für Geraldine Page und ursprünglich auch in der Kategorie Best Writing, Motion Picture Story für Louis L’Amour für den Oscar nominiert. Da Hondo jedoch eine Adaption der Kurzgeschichte The Gift of Cochise aus dem Jahr 1952 von L’Amour war, wurde die Nominierung auf Hinweis L’Amours zurückgezogen.

## Kritiken
„3-D-Western mit abwechslungsreicher und vielfältig zusammengesetzter Handlung, überzeugend inszeniert.“

„Leicht idealisiert, auf Jugendliche von ethisch positiver Eindruckskraft.“